# 토머스 호지킨
토머스 호지킨 RMS(영어: Thomas Hodgkin RMS, 1798년 8월 17일~1866년 4월 5일)은 영국의 의사로 1832년 림프종 및 혈액질환의 일종인 호지킨병을 발견했다. 당시 가장 저명한 병리학자중 한 명이자 예방 의학의 선구자로 여겨졌으며 그의 연구는 병리학자가 임상 과정에 적극적으로 참여하는 시대의 시작을 알렸다.

## 생애
토머스 호지킨은 미들섹스주 세인트 제임스 패리시 펜턴빌의 퀘이커 가정에서 존 호지킨의 아들로 태어났다. 토머스는 형 존 호지킨(자신의 아버지와 같은 이름)과 함께 사교육을 받았고, 1816년 윌리엄 앨런(William Allen)의 개인 비서직을 맡았다. 호지킨의 목표는 의학으로 가는 길 중 하나인 약제사가 되는 것이었는데, 앨런은 약제사에 두각을 나타냈지만 결국 약제사가 되지는 못했다. 둘은 헤어졌고, 대신 호지킨은 브라이턴에서 약제사로 일하고 있는 사촌 존 글레이셔에게 갔다. 호지킨은 같은 이름을 가진 외삼촌으로부터 재산을 물려받았는데, 이는 호지킨이 21살 때부터 재정적으로 독립한 것을 의미한다.

## 의학공부 및 여행
1819년 9월 호지킨은 세인트토머스와 가이 의과대학(St. Thomas' and Guy's Medical School)에 입학했다. 그는 1년 동안 의사와 외과의사들의 순회 진료를 받으며, 애슬리 쿠퍼의 강의에 참석했다. 그리고 나서 호지킨은 에든버러 대학교에서 공부했고, 그곳에서 그에게 깊은 인상을 준 강연자들에는 자신보다 조금 어린 앤드류 던컨과 자연사의 로버트 제임슨이 포함되었다. 비장에 관한 그의 첫 번째 논문은 던컨의 과정에서 나온 것이었고, 그의 친구 브레이시 클라크의 수의학 저술을 그렸다. 학생 시절에는 왕립의학회의 회원이 되었다.
호지킨은 1821년에 프랑스로 가서 르네 라에네크의 최신 발명품인 청진기를 다루는 방법을 배웠다. 그리고 피에르 샤를 알렉상드르 루이의 정확한 통계적 그리고 임상적 접근법을 고려했다. 그는 그곳에서 로버트 녹스와 헬렌 마리아 윌리엄스를 포함한 영국의 국외 거주자들과 함께 일했다. 1823년에는 에든버러 의과대학에서 동물 흡수의 생리학적 메커니즘에 관한 논문으로 박사학위를 취득했다.
호지킨은 파리에서 결핵을 앓고 있던 당시 로스차일드 은행원 벤저민 소프를 만났다. 호지킨은 한동안 그의 주치의가 되었고, 소프는 완치되었다. 이 일로 인해 마이어 암셀 로트실트의 딸 헨리에테와 결혼한 아브라함 몬테피오레의 주치의로 또 다른 임명으로 이어졌다. 에딘버러에서 졸업을 한 후, 호지킨은 이 부부와 함께 이탈리아 여행을 떠났다. 그러나 아브라함이 결핵으로 인해 상태가 안 좋아지자(아브라함은 1824년에 사망했다) 호지킨은 해고되었고, 그 직위는 양측 모두에게 불만족스러운 것으로 증명되었다. 그러나 그가 아브라함의 형제인 모세 몬테피오레와 맺은 관계는 평생의 우정을 증명했다.
호지킨은 1824년 9월부터 1825년 6월까지 장기간 파리에 머물면서 중요한 의학들을 공부했다. 에드워즈 형제인 윌리엄 프레데릭 에드워즈와 헨리 밀른 에드워즈는 모두 독특한 이론을 가진 생리학자였고, 호지킨은 그 후 몇 년 동안 그들의 연구를 검토했다. 아킬-루이 포빌은 신경학자였고, 호지킨은 1838년부터 요크 수련회의 남부 버전을 설립하려고 시도했지만 성공하지 못했다.

## 참고 도서
- Kass, Amalie M. and Kass, Edward H. (1988) Perfecting the World: The life and times of Dr. Thomas Hodgkin, 1798–1866, Boston: Harcourt Brace Jovanovic. ISBN 978-0151717002